# We Are Planet Perfecto Volume 3 – Vegas to Ibiza
We Are Planet Perfecto Volume 3 - Vegas To Ibiza – album kompilacyjny angielskiego DJ-a i producenta muzycznego Paula Oakenfolda. Wydany 9 sierpnia 2013 roku nakładem wytwórni płytowej, Perfecto Records. Wśród artystów obecnych na wydawnictwie znaleźli się, m.in. Underworld, Sander van Doorn, Mark Knight, Eddie Halliwell, Simon Patterson, Thomas Datt, Mike Hawkins, Moe Aly, Disfunktion, Blazer, Angry Man oraz Paul Oakenfold.

## Lista utworów
Opracowano na podstawie materiału źródłowego.

### CD 1
1. Eddie Amador, IDeaL, J-Break feat. Vanity Police - I Need You (Jeremus Remix)
2. Filth & Splendour feat. Marisa - Gold (Paul Oakenfold Remix)
3. Paul Oakenfold - Southern Sun (Moe Aly Radio Edit)
4. John Gibbons pres. Guy Ekko - L.R.A.D. (MickMag & JustBob Remix)
5. Paul Oakenfold feat. Austin Bis - Who Do You Love (Bass Ninjas Radio Edit)
6. Paul Oakenfold feat. J. Hart - Touched By You (Mike Hawkins Radio Edit)
7. Maison & Dragen - WOW (Radio Edit)
8. Futuristic Polar Bears - Rock This City
9. Moe Aly - Atlanta (Radio Edit)
10. Paul Oakenfold & Disfunktion feat. Spitfire - Beautiful World (Radio Edit)
11. Paul Oakenfold & Matt Goss pres. The Concrete Sneakers - Touch The Sky (Disfunktion Radio Edit)
12. Duncan Morley - If Time Runs Out (Paul Oakenfold Radio Edit)
13. Thyron!x feat. Nora B - Raise Your Glasses (DJ Mog Remix)
14. Swab & Joey Mova - Overdrive (Radio Edit)
15. Richard Beynon feat. Sam Olson - Mirrors (Radio Edit)
16. Rush West - Dear Friends (Radio Edit)
17. Tyron Dixon feat. Kodie - Nothing They Can Tell Me Now (Paul Oakenfold Club Remix)
18. Eddie Halliwell - GO! (Radio Edit)
19. ZZ Ward - Move Like U Stole It (Paul Oakenfold Radio Edit)

### CD 2
1. Muska - Dualite (Radio Edit)
2. Corderoy - Kerosene (Radio Edit)
3. Chris Ride - Swedish Night
4. Vinny Troia feat. Jaidene Veda - Fade Into You (Jerome Isma-Ae & Ilan Bluestone Radio Edit)
5. Sander Van Doorn & Mark Knight V Underworld - Ten (Radio Edit)
6. Paul Oakenfold - Ibiza (Radio Edit)
7. Corderoy - Mechanical Tears (EDU pres. Eldar Radio Edit)
8. Kenneth Thomas - Heart On Fire (Radio Edit)
9. Yahel & Liya - I Dive (Radio Edit)
10. Paul Oakenfold feat. Tiff Lacey - Hypnotized (Flesh & Bone Radio Edit)
11. Bobina & Betsie Larkin - No Substitute For You (Andy Duguid Remix)
12. Johnny Yono - Orion (Radio Edit)
13. XGenic - Blaster (Blazer Remix)
14. Simon Patterson feat. Lucy Pullin - The One (Radio Edit)
15. Paul Oakenfold - Turn It On (Radio Edit)
16. Ascania - Fundamental Questions (Kaimo K Remix)
17. Giuseppe Ottaviani & Eric Lumiere - Love Will Bring It All Around (Radio Edit)
18. Estiva & Cardinal feat. Arielle Maren - Wait Forever (Daniel Kandi's Bangin' Radio Edit)
19. Fictivision vs. C-Quence - Symbols (Will Atkinson 5000 Remix)
20. Paul Oakenfold - Glow In The Dark (Thomas Datt Radio Edit)
21. Paul Oakenfold - Southern Sun (Angry Man Radio Edit)